# Oncaea venusta
Oncaea venusta är en kräftdjursart som beskrevs av Philippi 1843. Oncaea venusta ingår i släktet Oncaea och familjen Oncaeidae.

## Underarter
Arten delas in i följande underarter:
- O. v. typica
- O. v. venella
- O. v. venusta

## Bildgalleri

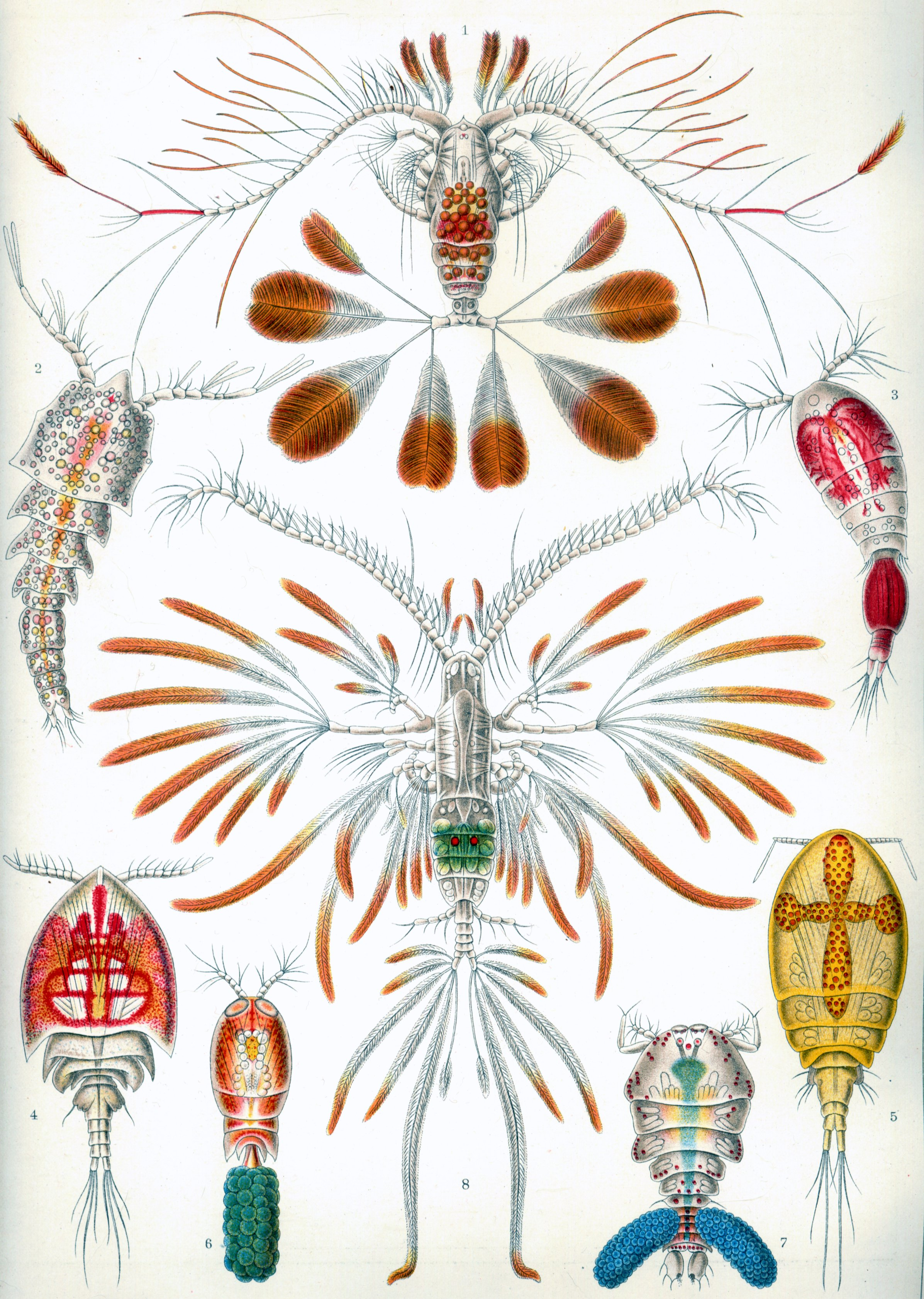
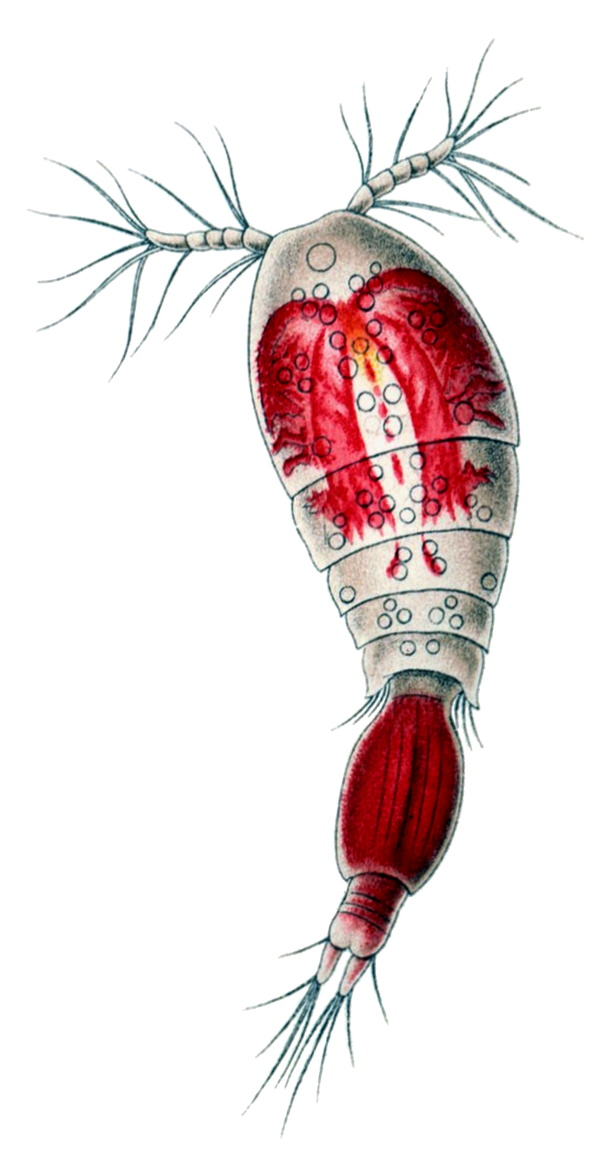